# Cameron Bairstow
Cameron David Bairstow (nacido el 7 de diciembre de 1990 en Brisbane, Queensland) es un jugador de baloncesto australiano que actualmente pertenece a la plantilla de The Hawks de la NBL Australia. También jugó baloncesto universitario para la Universidad de Nuevo México.

## Primeros años
Bairstow nació y se crio en Brisbane, Australia y asistió a la escuela "Anglican Church Grammar School", donde se graduó en 2008. Sus padres son Ian y Penny Bairstow, un veterinario y una maestra de escuela, quienes también fueron entrenadores de baloncesto juvenil en Australia. Cameron es el tercero de siete hijos, con cuatro hermanos (Kieran, Jarred, Daniel, y Sean) y dos hermanas (Melissa y Stephanie). Dos de sus hermanos también han jugado baloncesto universitario en los Estados Unidos, su hermano Jarred para la Universidad de Oklahoma Central, y su hermana Stephanie para la Universidad Estatal de Utah.

### Juvenil
Bairstow jugó para los equipos juveniles; Piratas del Suroeste (South West Pirates) y los Brisbane Capitals, antes de asistir al "Instituto Australiano de Deporte" en Canberra en 2009 y 2010. Jugó una temporada en el "Instituto Australiano" en la Liga Australiana de Baloncesto del Sureste (siglas en inglés: SEABL), y en 2010 fue un miembro de la selección de la SEABL que visitó a Catar. También fue parte del equipo de Queensland que ganó el campeonato nacional australiano sub-20 de 2009, y jugó en la Selección de Australia Sub-19 que ganó el título del Campeonato FIBA Oceanía de 2009 en Saipán.

## Universidad
Tras la temporada 2010 de la SEABL, Bairstow se trasladó a los Estados Unidos para asistir a la Universidad de Nuevo México. En su primera temporada como "freshman", el joven equipo de los Lobos fue liderado por Dairese Gary y el transferido Drew Gordon, terminaron el año con el récord 22-13 con una aparición en el NIT. Bairstow fue miembro de una de la clases de reclutamiento "freshman" (debutante) más logradas en la historia de los Lobos, junto con Kendall Williams, Tony Snell, y Alex Kirk. Apareció en 31 partidos, pero jugó poco, promediando 2,6 puntos y 1,8 rebotes en 9,7 minutos por partido.
En su segunda temporada como "sophomore", Bairstow se convirtió en un jugador de rotación regular, apareciendo en 34 partidos, promediando 3,7 puntos y 3,6 rebotes en 15,4 minutos por partido. Su compañero australiano, Hugh Greenwood se unió a los Lobos en su primer año como "freshman" en 2011-12, Greenwood y Bairstow fueron compañeros de equipo en el Instituto Australiano de Deporte en 2009 y 2010. Su compañero Gordon logró una última temporada como "senior" dominante, mientras que Williams y Snell promediaron dobles dígitos cada uno. Los Lobos terminaron la temporada 28-7 después de ganar una parte del título de la temporada regular de la Mountain West Conference (MWC), ganando el campeonato en el torneo de la conferencia, y una aparición en el Campeonato de la NCAA.
En su tercera temporada como "junior" en 2012-13, los Lobos saltaron un comienzo de 12-0 contra un calendario difícil y subieron al ranking nacional, posterior alcanzado el puesto nº 10. La ofensiva del equipo luchó por momentos, liderando a un par de pérdidas de reventón, y Bairstow fue insertado a la alienación titular a finales de enero. Los Lobos luego ganaron nueve de diez y aseguraron el título de la temporada regular de la MWC. Bairstow jugó en los 35 partidos y promedió 9,7 puntos y 5,9 rebotes en 24,1 minutos por partido. Sus números subieron a 12 puntos y siete rebotes por partido después de que se convirtió en titular. Williams, Snell y Kirk promediaron dobles dígitos cada uno. Los Lobos ganaron el campeonato del torneo de la Mountain West Conference, y Bairstow fue nombrado en el mejor quinteto del campeonato después de promediar 13 puntos y 8,7 rebotes por partido. El equipo sufrió un malestar decepcionante de Harvard en el Campeonato de la NCAA, terminando la temporada 29-6, pero Bairstow fue uno de los puntos más brillantes de los Lobos, marcando 15 puntos y 9 rebotes.
Bairstow logró un gran temporada en su último año como "senior" en 2013-14, registrando una de las mejores más destacadas temporada por un jugador de los Lobos. En 34 partidos, promedió 20,4 puntos, 7,4 rebotes, 1,6 asistencias y 1,5 tapones por partido, anotando 20 puntos o más en 21 partidos. El incremento de su promedio de anotaciones de 10,7 puntos fue el tercero mejor en la historia de la universidad, y es el primer jugador de los Lobos en promediar menos de diez puntos en una temporada y más de veinte en la siguiente. Los Lobos terminaron segundo en la Mountain West Conference, pero ganaron el campeonato del torneo de la conferencia por tercera temporada consecutiva, y Bairstow fue nombrado MVP del campeonato. El equipo fue derrotado otra vez en el Campeonato de la NCAA, por Stanford, a pesar de 24 puntos y ocho rebotes de Bairstow. Los Lobos terminaron la temporada 27-7, dándoles un récord combinado de 106-33 durante los cuatro años de Bairstow, la segunda clase más ganadora de la historia para el programa. Bairstow fue nombrado en el Mejor Quinteto de la Mountain West Conference después de liderar la conferencia en puntos anotados, puntos por partido, tiros de campo anotados e intentados, porcentaje de tiros de campo, tiros libres anotados e intentados, y en eficiencia. Fue honrado como segundo equipo All-American por Sports Illustrated, tercer equipo All-American por NBC Sports y CBS Sports, y Mención Honorable All-American por Associated Press.
Bairstow ganó la atención durante su última temporada de su ritual de ir a la sala de pesas para levantar después de los partidos, mientras que todavía estaba en uniforme, recibiendo elogios de los entrenadores y medios de comunicación de oposición por su dedicación y ética de trabajo. Cuando llegó a Nuevo México, media 2,03 metros y pesaba entre 95,3 kilos; por su último año fue catalogado como de 2,06 metros y 113 kilos; en el Draft Combine de la NBA en mayo de 2014, sorprendió a los observadores al medir un poco menos 2,08 metros, lo que sugiere que todavía fue creciendo. Bairstow fue sin duda el jugador que más ha mejorado en la historia del programa de los Lobos. El entrenador Craig Neal dijo: "No creo que haya nadie que ha llegado más lejos en cuatro años. No creo que haya nadie que podría haber predicho lo que ha hecho esta temporada".
Después de su éxito en el juego internacional durante el verano de 2013, Bairstow recibió ofertas para jugar profesionalmente, pero optó por regresar para su última temporada y completar sus estudios. Fue honrado por la MWC en la mejor selección académica de la conferencia en su último año y obtuvo un grado en Ciencias del Ejercicio en la Universidad de Nuevo México; aspiro a estudiar fisioterapia después de que su carrera como jugador terminara.

## Profesional
El 26 de junio de 2014, Bairstow fue seleccionado en el puesto número 49 de la segunda ronda en el Draft de la NBA de 2014 por los Chicago Bulls. Se unió a los Bulls para disputar la NBA Summer League 2014, donde se reunió con sus excompañeros de los Lobos; Snell, quien fue seleccionado por el equipo en 2013, y Kendall Williams.
El 17 de junio de 2016 fue traspasado a los Detroit Pistons a cambio de Spencer Dinwiddie, pero fue cortado poco después, regresando a su país para fichar por los Brisbane Bullets.

## Internacional
En julio de 2012, Bairstow fue nombrado al equipo de Australia para la Copa continental Stankovic de 2012, donde el equipo llegó hasta la final quedando en segundo lugar. Tras su temporada universitaria 2012-13, fue nombrado para la Selección de baloncesto de Australia, los "Boomers", para el Sino-Australia Challenge contra China en junio de 2013. Bairstow destacó su debut con los Boomers y llevando aquella forma en la Copa continental Stankovic de 2012 y los Juegos Mundiales Universitarios de 2013, ganando el oro y la plata, respectivamente. En agosto de 2013, fue nombrado al equipo de los Boomers para el Campeonato de la FIBA Oceanía de 2013 para a sumir a Nueva Zelanda en una serie de dos partidos. En julio de 2014, fue nombrado al equipo de los Boomers para el Campeonato Mundial de Baloncesto de 2014 en España.

## Estadísticas de su carrera en la NBA

### Temporada regular
| Año     | Equipo  | PJ | PT | MPP | %TC  | %3P  | %TL  | RPP | APP | ROB | TPP | PPP |
| ------- | ------- | -- | -- | --- | ---- | ---- | ---- | --- | --- | --- | --- | --- |
| 2014-15 | Chicago | 18 | 1  | 3.6 | .214 | .000 | .800 | .4  | .1  | .1  | .1  | .6  |
| 2015-16 | Chicago | 18 | 2  | 5.7 | .325 | .200 | .875 | 1.6 | .3  | .1  | .2  | 1.9 |
| Total   | Total   | 36 | 3  | 4.6 | .296 | .200 | .846 | 1.0 | .2  | .1  | .1  | 1.2 |